# يوليا ريختر
يوليا ريختر (بالألمانية: Julia Richter )‏ (و. 1970  م) هي ممثلة مسرحية، وممثلة أفلام من ألمانيا، وألمانيا الشرقية، ولدت في برلين.

## وصلات خارجية
- جوليا ريختر على موقع IMDb (الإنجليزية)
- جوليا ريختر على موقع ألو سيني (الفرنسية)
- جوليا ريختر على موقع أول موفي (الإنجليزية)
- جوليا ريختر على موقع قاعدة بيانات الفيلم (الإنجليزية)
- جوليا ريختر على موقع كينوبويسك (الروسية)